# Eduard Meyen
Eduard Meyen (* 5. März 1812 in Berlin; † 4. April 1870 in Danzig) war ein deutscher Publizist und zählt zu den demokratisch gesinnten Junghegelianern.

## Leben
Er studierte in Berlin und Heidelberg. Im Jahr 1835 promovierte er zum Dr. phil. Er gehörte dem Kreis der Junghegelianer („Doktorclub“) an. In den Jahren 1838 und 1839 war er Redakteur der Literarischen Zeitung in Berlin. Er hat in einer Schrift Heinrich Leo scharf kritisiert, weil dieser sich von Hegel entfernt hatte und von Friedrich Wilhelm IV. ins preußische Herrenhaus aufgenommen worden war.
Schon 1838 hatte er die Bekanntschaft von Arnold Ruge gemacht. Er war Redakteur bei der Zeitschrift Athenäum und war Korrespondent der Rheinischen Zeitung. Meyen veröffentlichte in der kurzlebigen literarischen Zeitschrift Athenäum zwei Gedichte von Karl Marx. Er gehörte zu Anfang der 1840er Jahre einer linken Gruppe an, die sich Die Freien nannten. Zu ihnen gehörten etwa Max Stirner und Bruno Bauer. Zu Beginn des Jahres 1843 kam es zum Streit und Bruch mit Marx auch wegen der Position der Freien. Meyen engagierte sich auch im Centralverein für das Wohl der arbeitenden Klassen. Ab 1844 war er Korrespondent der Trierschen Zeitung in Berlin.
Er musste 1844 eine zweimonatige Haft verbüßen, weil er öffentlich ein Hoch auf August Heinrich Hoffmann von Fallersleben ausgebracht hatte. Im Jahr 1847 wurde er verhaftet, weil er das polizeilich verbotene Gedicht Die schlesischen Weber von Heinrich Heine öffentlich vorgetragen hatte.
Er war während der Revolution von 1848 Mitglied im Centralmärzverein. Er bereitete den zweiten Demokratenkongress mit vor und war auch einer der Delegierten. Im Jahr 1849 arbeitete er für die Demokratische Zeitung. Später war er Mitarbeiter des Freihändlers Julius Faucher. Mit diesem floh er nach der Revolution auch nach England.
Zwischen 1861 und 1866 war er Herausgeber und Redakteur der Berliner Reform. Organ der Volkspartei. Zuletzt war er Redakteur der Danziger Zeitung. Politisch war er Mitglied der Fortschrittspartei und später den Nationalliberalen nahe.

## Werke
- De Diana Taurica et Anaitide. Schad, Berolini 1835 (dissertatio inauguralis)
- Goethe's Faust. Wilhelm Ernst Weber, Goethe's Faust, Uebersichtliche Beleuchtung beider Theile zur Erleichterung des Verständnisses : Halle, Buchhandlung des Waisenhauses, 1836. Heinrich Düntzer, Goethe's Faust in seiner Einheit und Ganzheit wider seine Gegner dargestellt, Nebst Andeutungen über Idee und Plan des Wilhelm Meister und zwei Anhängen, über Byron's Manfred und Lessing's Doctor Faust : Köln, Eisen, 1836. Christian Hermann Weiße, Kritik und Erläuterung des Goethe'schen Faust, Nebst einem Anhange zur sittlichen Beurtheilung Goethe's : Leipzig, Reichenbach, 1837. In: Literarische Zeitung. Schneider, Berlin Bd. 5. 1837, 23, S. 429–432
- Literarische Zeitung. Redacteur: Dr. Eduard Meyen.5. Jg. Duncker & Humblot, Berlin 1838
- Heinrich Leo – der verhallerte Pietist. Ein Literaturbrief allen Schülern Hegels gewidmet. Otto Wigand, Leipzig, 1839 Digitalisat
- Über Bülow-Cummerow. Preußen, seine Verfassung, seine Verwaltung, sein Verhältniß zu Deutschland. Binder, Leipzig 1842
- Der demokratische Club in Berlin. Reichardt, Berlin 1848
- Hrsg.: Reform. Fähndrich, Berlin 1848